# Light Council
Koordinaten: 34° 25′ S, 138° 50′ O

Der Light Regional Council ist ein lokales Verwaltungsgebiet (LGA) im australischen Bundesstaat South Australia. Das Gebiet ist 1.278 km² groß und hat etwa 14.700 Einwohner (2016).
Light grenzt im Süden an die Metropole Adelaide und liegt etwa 70 Kilometer nordöstlich des Stadtzentrums. Das Gebiet beinhaltet 42 Ortsteile und Ortschaften: Allendale North, Bagot Well, Belvidere, Bethel, Buchfelde, Daveyston, Ebenezer/Neukirch, Fords, Freeling, Gawler Belt, Gawler River, Gomersal, Greenock, Hamilton, Hansborough, Hewett, Kangaroo Flat, Kapunda, Kingsford, Koonunga, Koonunga Hill, Linwood, Magdalla, Marananga, Moppa, Morn Hill, Nain, Nuriootpa, Pinkerton Plains, Rosedale, Roseworthy, Rowland Flat, Seppeltsfield, Sheaoak Log, St Johns, St Kitts, Stonewell, Tanunda, Templers, Ward Belt, Wasleys und Woolsheds. Der Verwaltungssitz des Councils befindet sich in Kapunda im Norden der LGA, wo etwa 2600 Einwohner leben (2016).

## Verwaltung
Der Council von Light hat elf Mitglieder, zehn Councillor werden von den Bewohnern der vier Wards gewählt (je drei aus Dutton und Mudla Wirra Ward und je zwei aus Laucke und Light Ward). Diese vier Bezirke sind unabhängig von den Stadtteilen festgelegt. Der Ratsvorsitzende und Mayor (Bürgermeister) wird zusätzlich von allen Bewohnern des Districts gewählt.